# Tivoli (Italië)
Tivoli is een stad twintig kilometer ten oosten van Rome in de Italiaanse provincie Rome en de regio Lazio. De stad telt ongeveer 53.000 inwoners.

## Geschiedenis
De eerste bewoning in Tivoli stamt uit de dertiende eeuw v. Chr. In de Etruskische tijd was Tivoli onder de naam Tibur een Sabijnse stad en zetel van de Tiburtijnse Sibille. In 90 v.Chr. verkregen de inwoners van Tibur Romeins burgerschap.
Vanwege zijn pittoreske ligging en koele klimaat was Tibur in de Romeinse tijd erg geliefd. De nabijgelegen Villa Adriana, een door Hadrianus gerestaureerde en enorm uitgebreide villa uit de republikeinse tijd, en andere Romeinse villa's in de buurt zijn hiervan de stille getuigen. Maecenas, Augustus en Horatius hadden er villa's. Horatius, Catullus en Statius vermelden de stad in hun gedichten. Tivoli werd en wordt door de Via Tiburtina met Rome verbonden. Uit deze tijd stammen onder andere het amfitheater (opgegraven in 1948), de Villa Gregoriana (ook Villa Manlio Vopisco genoemd) en de Acropolis.
Ook in de middeleeuwen was de stad in trek bij velen waaronder kunstenaars. Naast de Villa Adriana is het 16e-eeuwse paleis Villa d'Este met haar watervallen en fonteinen een belangrijke toeristische trekpleister.

## Monumenten
Onder meer
- Villa d'Este
- Villa Gregoriana
- Villa Adriana
- Dom San Lorenzo, zeventiende-eeuws.
- Tempel van Vesta
- Tempel van de Tiburtijnse Sibille
- Tempel van Hercules
- Amfitheater
- Rocca Pia (kasteel)
- Tempel della Tosse

## Bekende personen
- Tegenpaus Victor IV (1095-1164), geboren als Octaviano de Monticelli
- Pirro Ligorio (1510-1583), architect, kunstschilder, oudheidkundige en tuinontwerper, bouwde de Villa d'Este
- Angelo Segrè (1891-1969), oudhistoricus
- Emilio Segrè (1905-1989), natuurkundige en Nobelprijswinnaar (1959)
- Nicola Zalewski (2002), Pools voetballer

## Foto's

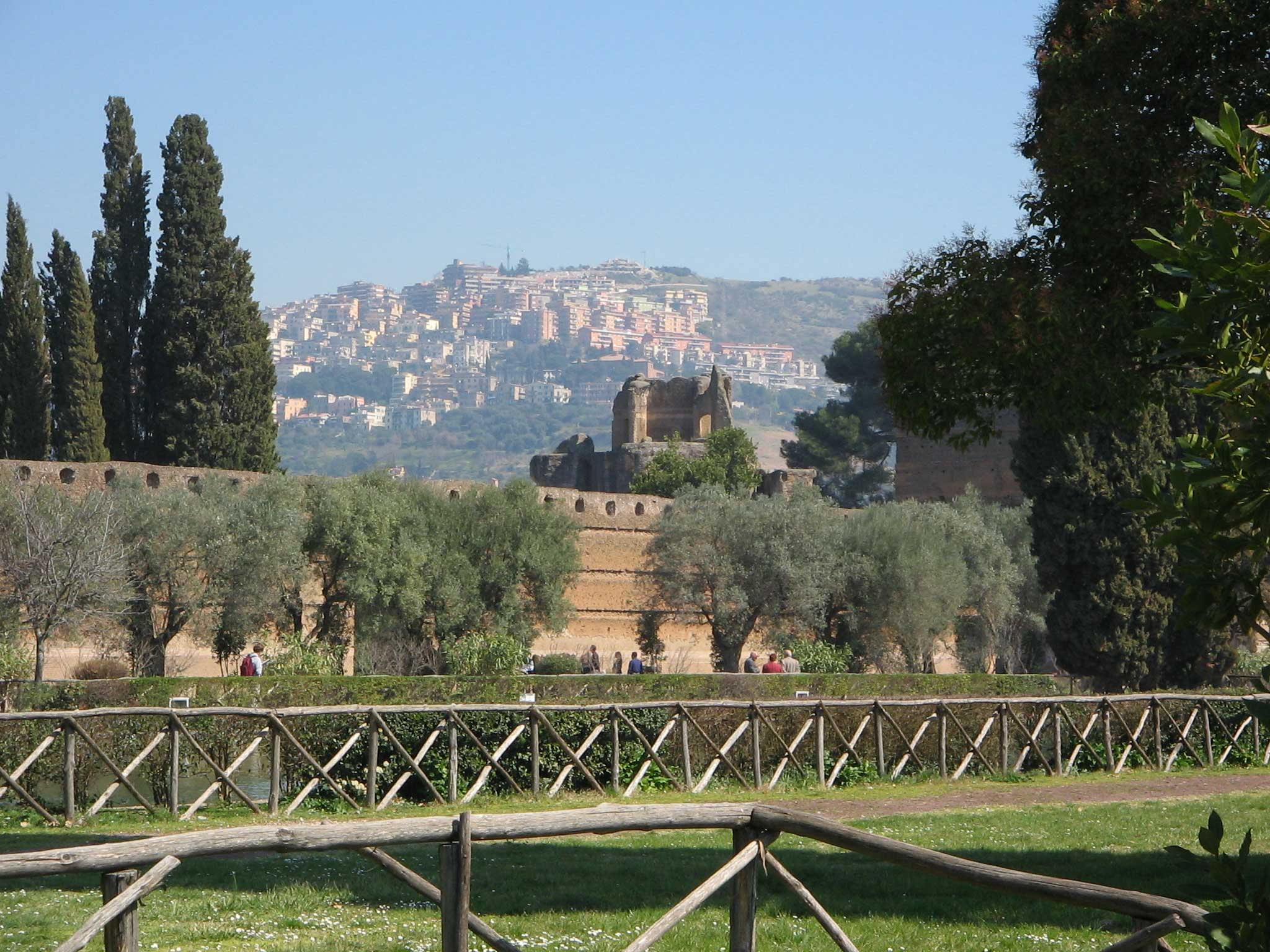
Uitzicht op Tivoli vanuit Villa Adriana
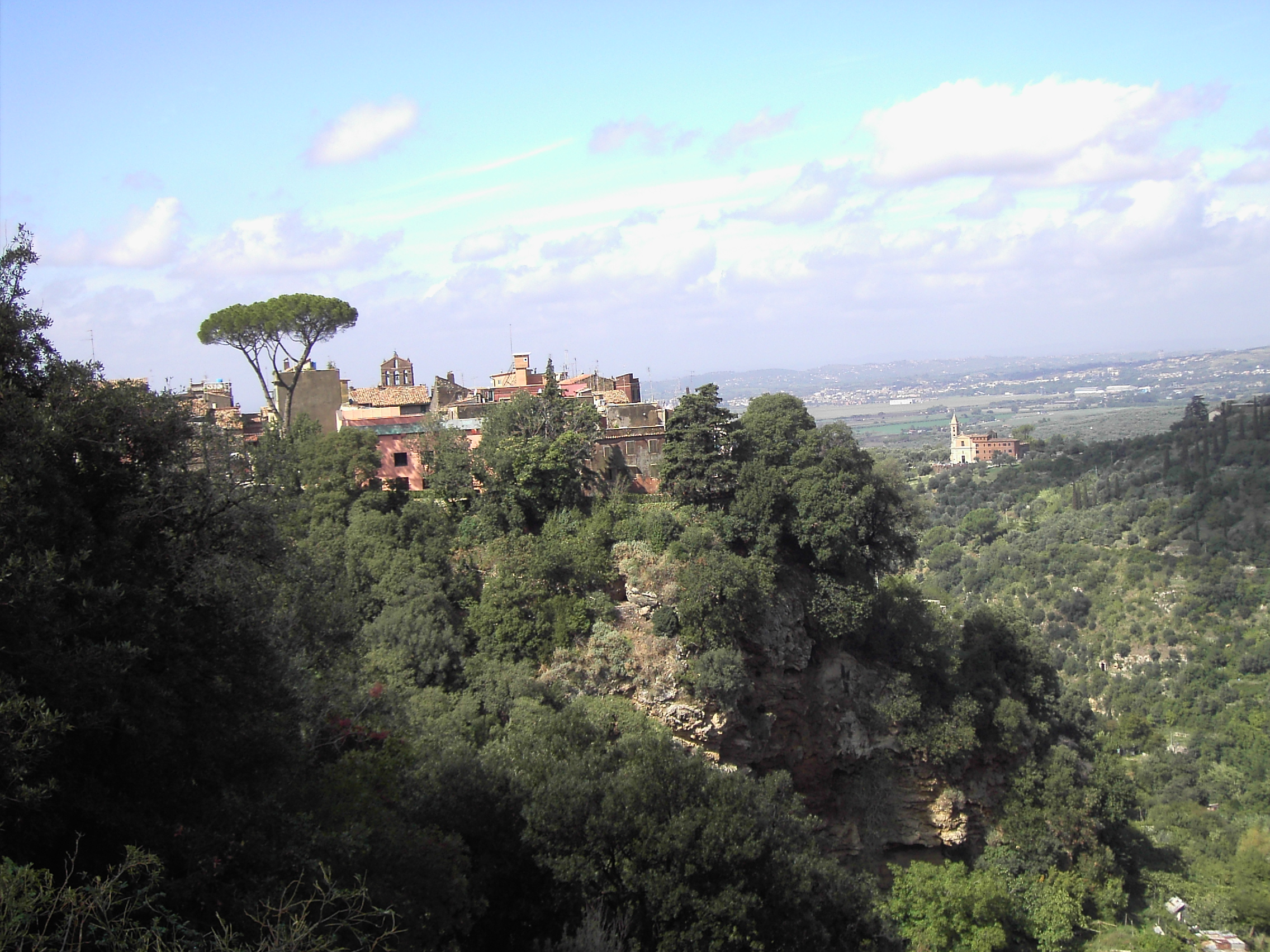
La Cittadella (de Acropolis) rijst op boven Villa Gregoriana
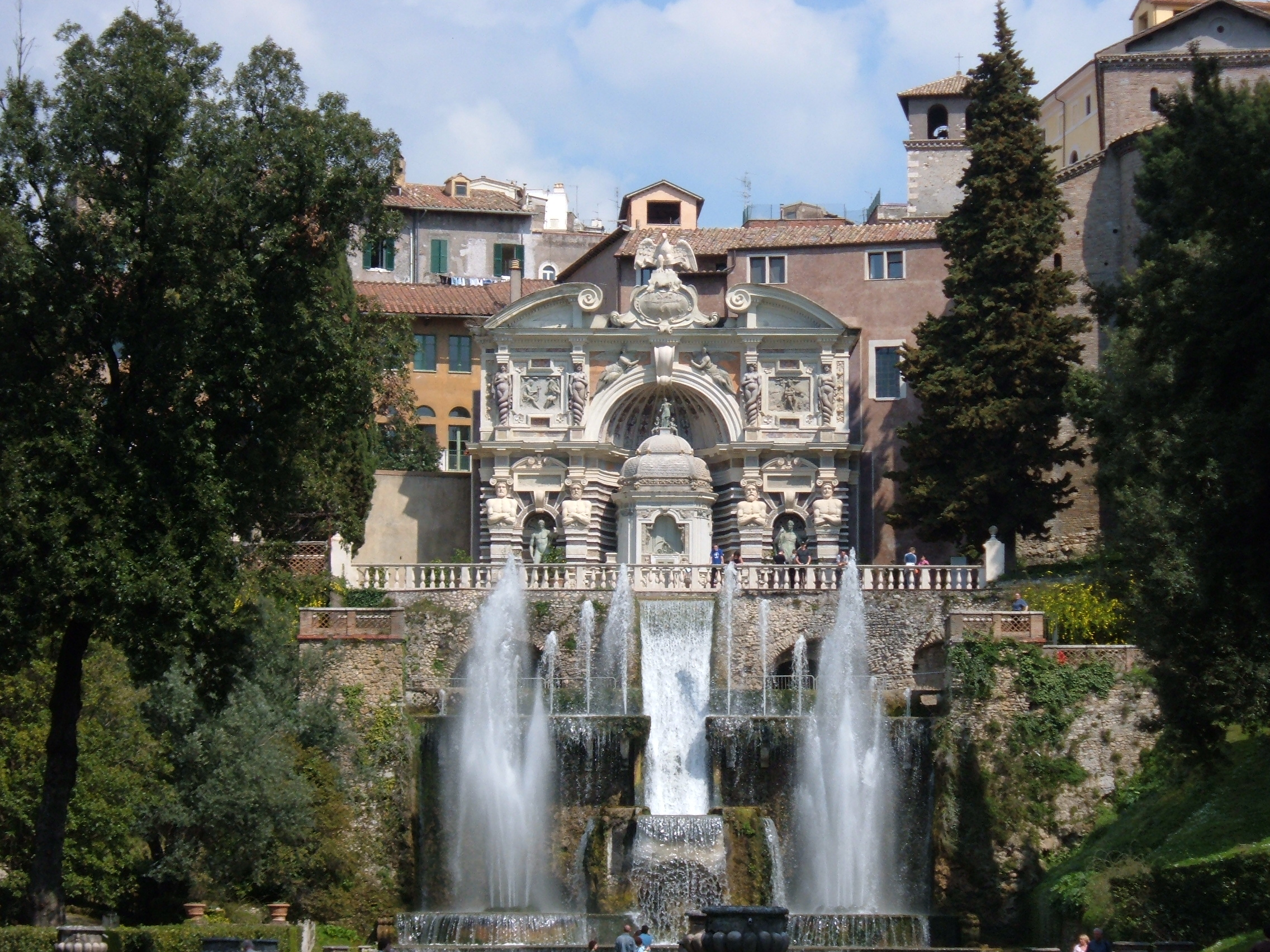
Villa D'Este
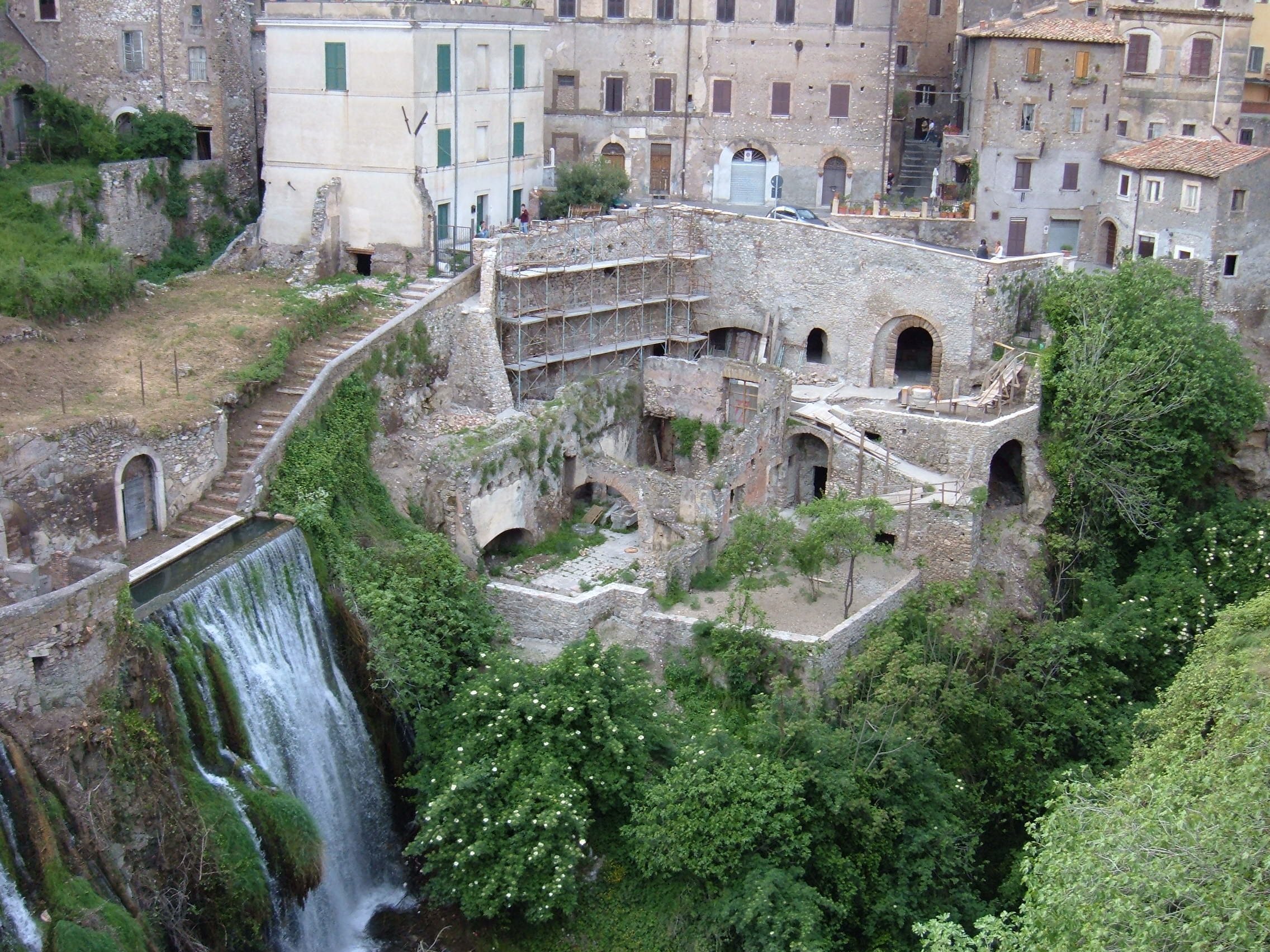
Villa Gregoriana (Villa Manlio Vopisco)
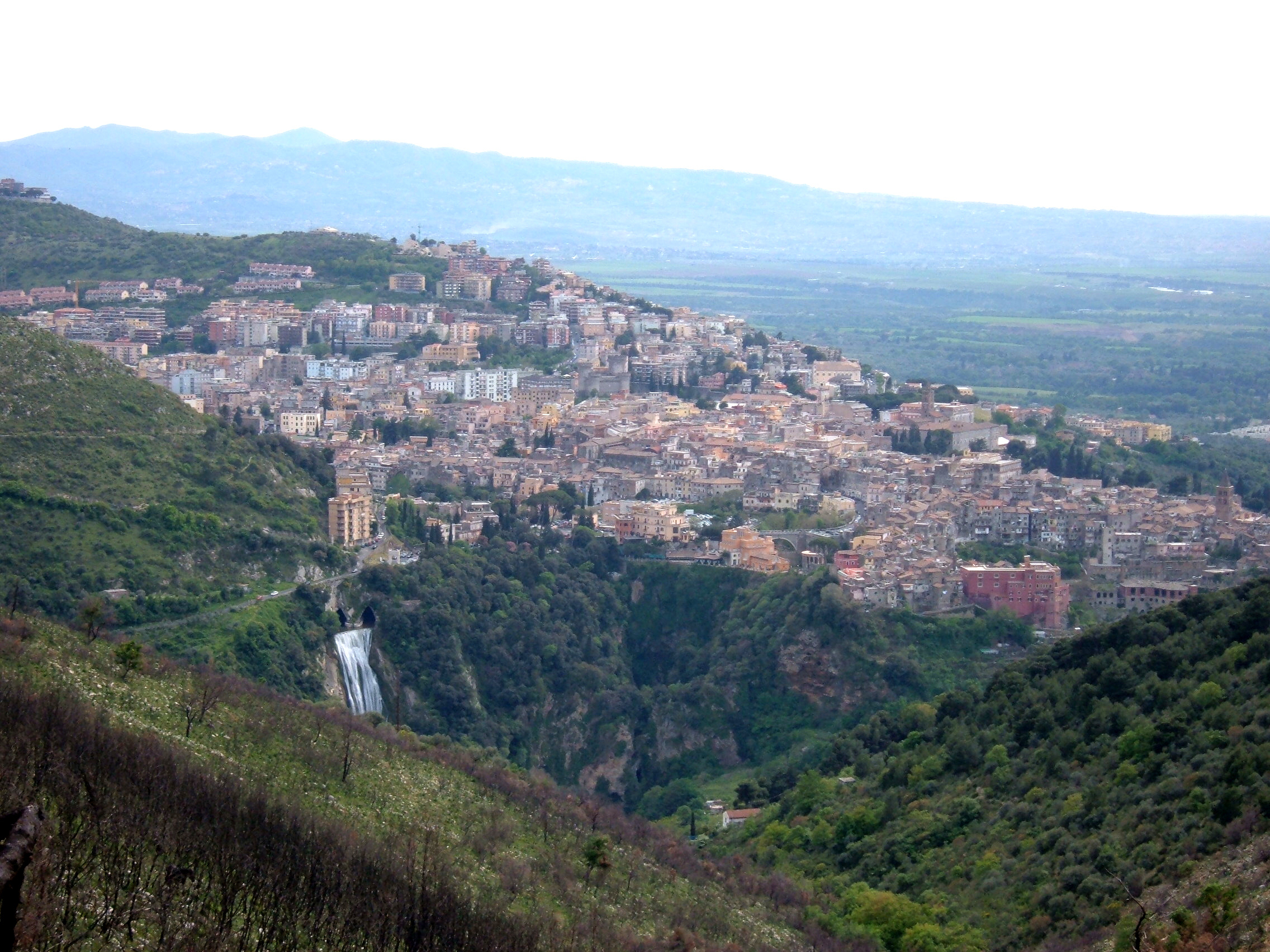
Tivoli met waterval van de Aniene in de Villa Gregoriana, gezien vanaf de Monte Tiburtino
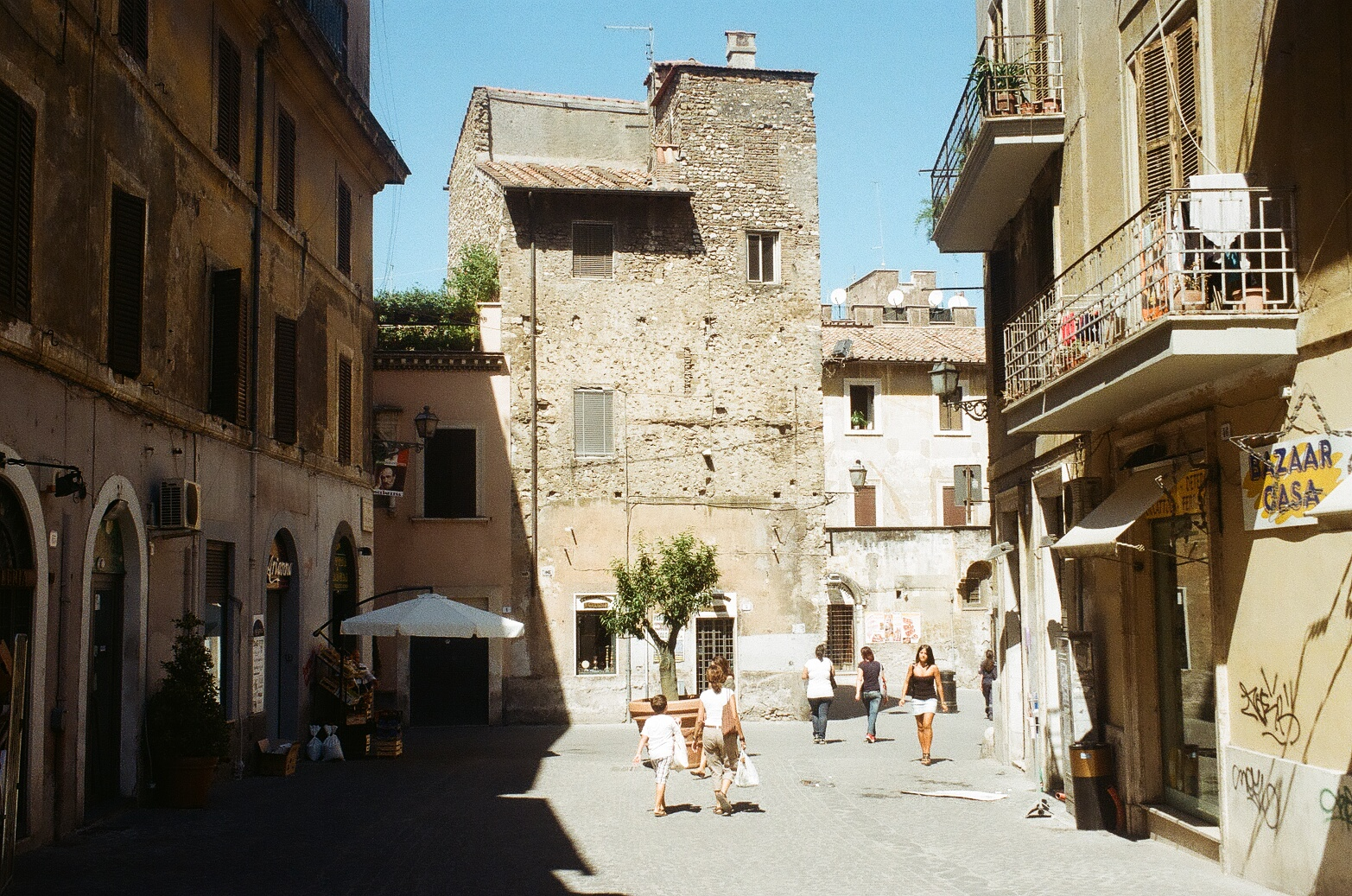
Pleintje in de oude binnenstad
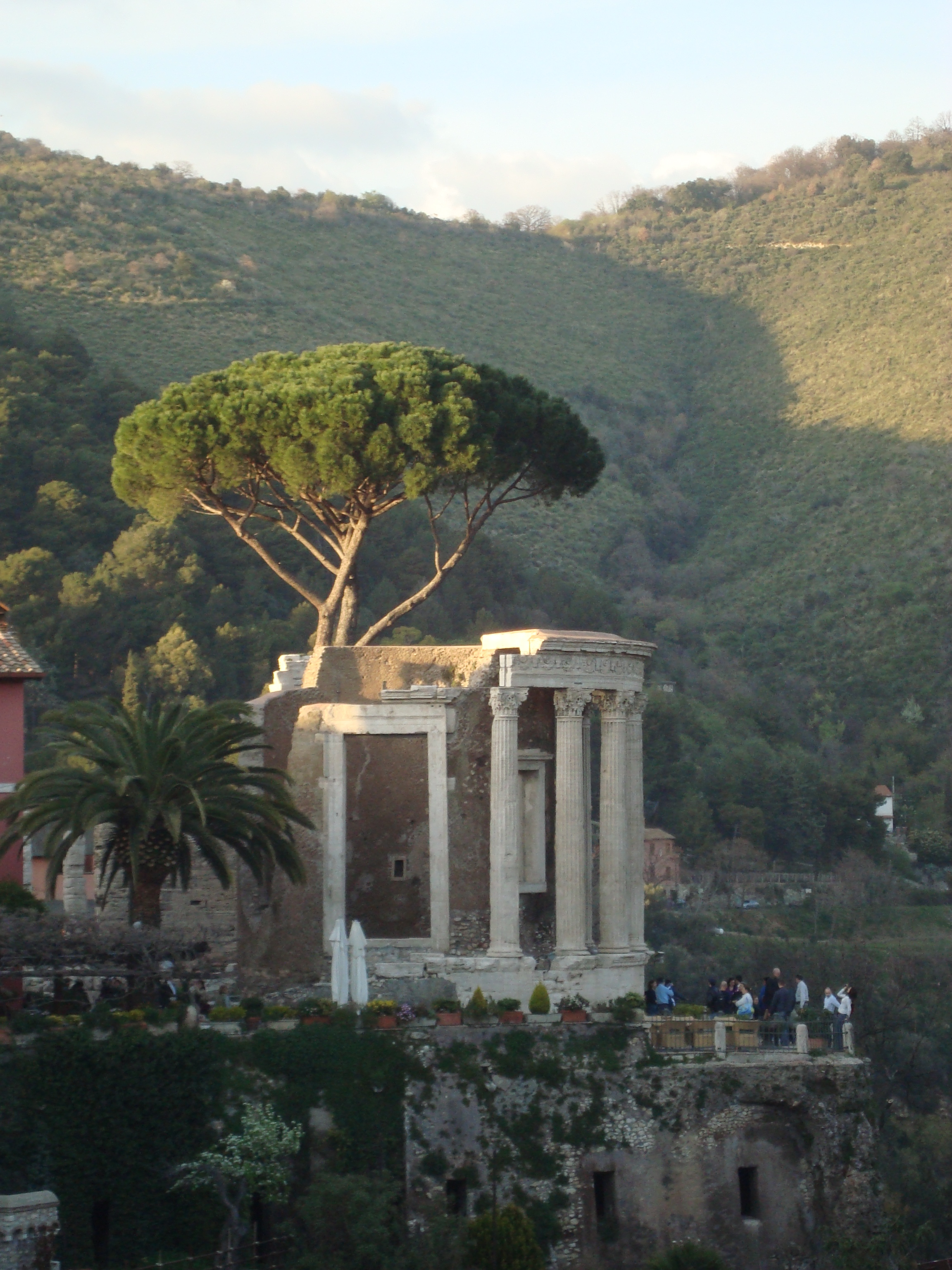
Tempel van Vesta